# Teucrium flavum
Teucrium flavum, auch Gelber Gamander genannt, ist eine Pflanzenart aus der Gattung Gamander (Teucrium) in der Familie der Lippenblütler (Lamiaceae). Die Art ist im Mittelmeer-Raum heimisch.

## Beschreibung
Teucrium flavum ist ein immergrüner, dichter Zwergstrauch. Die Blütenstängel sind bis zu 50 Zentimeter hoch. Die gelegentlich leicht eingewölbten Blätter sind eiförmig, rund 3 Zentimeter lang und 2 Zentimeter breit, der Rand ist gekerbt bis gezähnt. Sie sind dunkelgrün glänzend.
In den Blütenständen stehen die Blüten in Wirteln angeordnet. Der Kelch ist 8 bis 9 (selten ab 6) Millimeter lang, borstig bis zottig behaart und mit Drüsen besetzt. Die einzelnen Kelchlappen sind rund zwei Drittel so lang wie die Röhre, dreieckig und mit einer deutlichen Mittelrippe versehen. Die Krone ist 14 bis 18 Millimeter lang, gelblich oder purpurn gefärbt und zottig behaart.
Die Chromosomenzahl beträgt 2n = 32.

## Vorkommen und Standorte
Die Art ist im Mittelmeer-Raum verbreitet und wächst auf felsigen Standorten, aber auch in Garigue, Macchie, an Straßenrändern und auf Brachen.

## Systematik
Man kann vier Unterarten unterscheiden:
- Teucrium flavum subsp. flavum: Sie kommt von Südost-Frankreich bis zur westlichen Balkanhalbinsel und von Tunesien bis Libyen vor.[4]
- Teucrium flavum subsp. glaucum (Jord. & Fourr.) Ronniger: Sie kommt in Marokko, Algerien, Spanien, auf den Balearen, Sardinien und Korsika, in Italien und auf der Balkanhalbinsel vor.[4]
- Teucrium flavum subsp. gymnocalyx Rech.f.: Sie kommt im südöstlichen Griechenland und auf Kreta vor.[4]
- Teucrium flavum subsp. hellenicum Rech.f.: Sie kommt von Griechenland bis zur westlichen Türkei vor.[4]

## Nachweise
1. 1 2 3  S.M. Haslam, P.D. Sell, P.A. Wolseley: A Flora of the Maltese Islands, Msida (Malta), 1977, S. 265
2. 1 2 3  Hans Christian Weber, Bernd Kendzior: Flora of the Maltese Islands - A Field Guide, 2006, ISBN 3-8236-1478-9, S. 178
3. ↑  Teucrium flavum bei Tropicos.org. In: IPCN Chromosome Reports. Missouri Botanical Garden, St. Louis
4. 1 2 3 4 5  Teucrium flavum. In: POWO = Plants of the World Online von Board of Trustees of the Royal Botanic Gardens, Kew: Kew Science, abgerufen am 20. Januar 2018.